# هی-من: مدافع جمجمه خاکستری
هی من: مدافع جمجمه خاکستری (به انگلیسی: He-man: Defender of Grayskull) یک بازی ویدئویی در ژانر اکشن است که در سال ۲۰۰۵ برای کنسول پلی‌استیشن ۲ منتشر شد. این بازی براساس مجموعه اسباب‌بازی و مجموعه نمایش‌های تلویزیونی هی-من: اربابان جهان می‌باشد. قرار بود نسخه ایکس‌باکس این بازی ساخته شود اما به دلایلی کنسل شد و در سپتامبر ۲۰۲۱، نسخه اولیه ایکس‌باکس به صورت آنلاین منتشر شد.

## بازخوردها
این بازی نقدهای متوسط و منفی از سوی منتقدان دریافت کرد. میانگین امتیاز این بازی، ۴۰ از ۱۰۰ می‌باشد.